# Malloué
Malloué település Franciaországban, Calvados megyében. Lakosainak száma 26 fő (2018. január 1.). Malloué Bures-les-Monts, Campeaux, Pont-Bellanger és Saint-Martin-Don községekkel határos.

## Népesség
A település népességének változása:
| Lakosok száma | 43   | 36   | 26   | 24   | 28   | 30   | 28   | 27   | 26   | 26   |
|               | 1962 | 1968 | 1982 | 1990 | 1999 | 2008 | 2011 | 2013 | 2017 | 2018 |